# Charazani
Charazani, conocida como Villa Juan José Pérez, es una localidad y municipio de Bolivia, capital de la provincia de Bautista Saavedra, en el departamento de La Paz. La localidad se encuentra a una altitud de 3250 m s. n. m. Fue fundada por decreto supremo de 23 de diciembre de 1826 por el Mariscal Antonio José de Sucre, Presidente de Bolivia. Entre sus mayores atractivos turísticos se encuentran la fiesta patronal celebrada el 16 de julio conmemorando la festividad de la Virgen del Carmen, la corrida de toros celebrada el 6 de agosto y las aguas termales que se encuentran a 4 km de la población. Es también famosa por sus expresiones musicales como ser los kantus y los chatrepulis.  

## Geografía
Charazani se encuentra a 3250 m.s.n.m y tiene un clima de valle con inviernos fríos y secos y veranos húmedos y templados. La población está en una cabecera de valle con fuertes pendientes.
| Tramo                  | Longitud | Red     | Material        |
| ---------------------- | -------- | ------- | --------------- |
| La Paz- Charazani      | 272      | Troncal | Asfalto - Ripio |
| Charazani - Apolo      | 156      | Troncal | Tierra          |
| Charazani - Pelechuco  | 102      | Troncal | Tierra          |
| Charazani - Curva      | 28       | Vecinal | Tierra          |
| Charazani - Amarete    | 32       | Vecinal | Tierra          |
| Charazani - Caata      | 12       | Vecinal | Tierra          |
| Charazani - Chajaya    | 9        | Vecinal | Tierra          |
| Charazani - Niño Corín | 7        | Vecinal | Tierra          |
| Charazani - Chari      | 8        | Vecinal | Tierra          |
| Charazani - Carijana   | 32       | Vecinal | Tierra          |
| Charazani - Qutapampa  | 25       | Vecinal | Tierra          |
| Charazani - Chullina   | 16       | Vecinal | Tierra          |

## Demografía
De acuerdo con el censo boliviano de 2024, la población del municipio de Charazani es de 15 854 habitantes.
La población del municipio casi se duplicó entre 1992 y 2024:
| Año  | Habitantes (municipio) | Fuente |
| ---- | ---------------------- | ------ |
| 1992 | 8.406                  | Censo  |
| 2001 | 9.262                  | Censo  |
| 2012 | 13.023                 | Censo  |
| 2024 | 15.854                 | Censo  |

## Economía

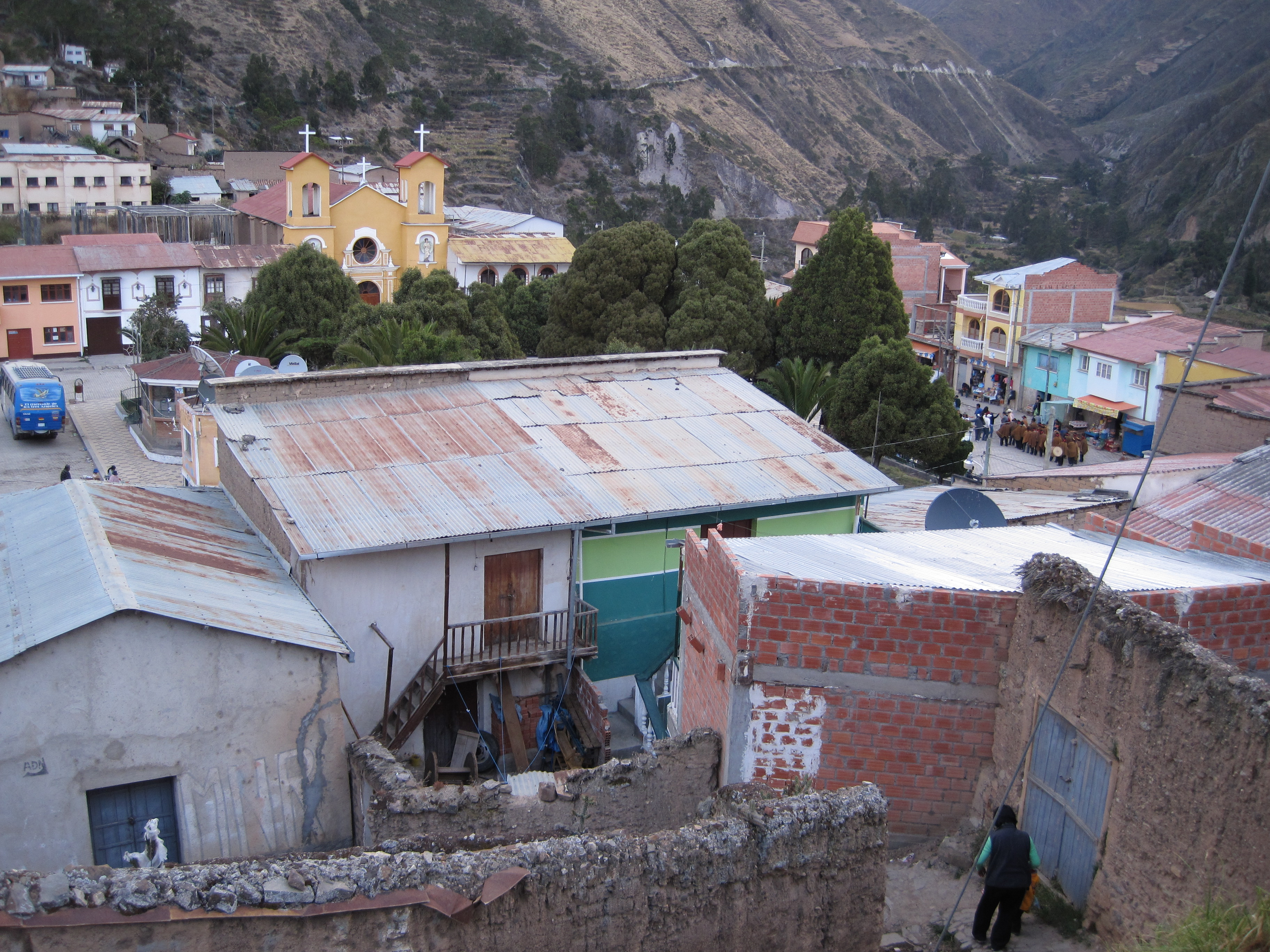

La economía de la región se sustenta principalmente en el cultivo de trigo, maíz y arveja, la cría de ganado vacuno-ovino y el turismo (cuenta con una piscina de aguas termales, a la cual muchas personas, tanto locales como extranjeros, le atribuyen poderes de sanación).

## Cultura y música
En la cultura de Charazani destacan: la medicina o farmacopea tradicional herbolaria, que goza de gran reputación desde la época de los incas. Asimismo las diversas expresiones musicales propias de la región como los Kantus, que se interpretan en bandas de flautas de pan andinas, con melodías y ritmos muy peculiares, que solo se escuchan en esa región y se caracterizan por el uso de varios bombos y el empleo del triángulo que va marcando un compás ceremonioso y marcial, lo cual los diferencia mucho de otros ritmos y estilos musicales andinos afines como los Italaque o los sicuris aymaras.
Los grupos de Kantu de la región viven muestran su arte durante las fiestas del pueblo. Estas agrupaciones provienen de la misma Charazani así como de las comunidades cercanas de entre las que se destacan la comunidad de Chajaya y Niño Corín.